# Liste der Monuments historiques in Saint-Mayeux
Die Liste der Monuments historiques in Saint-Mayeux führt die Monuments historiques in der französischen Gemeinde Saint-Mayeux auf.

## Liste der Bauwerke
| Bezeichnung               | Beschreibung | Standort | Kennzeichnung | Schutzstatus | Datum | Bild           |
| ------------------------- | ------------ | -------- | ------------- | ------------ | ----- | -------------- |
| Kirche und Friedhofskreuz |              | (Lage)   | PA00089645    | Inscrit      | 1926  | weitere Bilder |

## Liste der Objekte

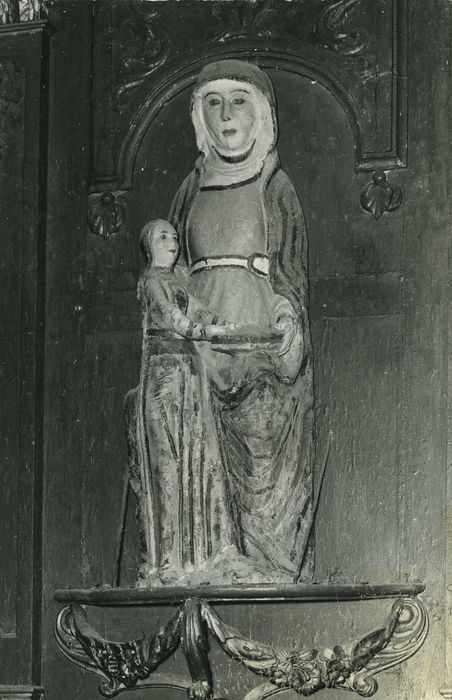
Skulpturengruppe Erziehung Mariens in der Kapelle St-Maurice

- Monuments historiques (Objekte) in Saint-Mayeux in der Base Palissy des französischen Kultusministeriums